# Аллах-Юньский район
Аллах-Юньский район — упразднённая административно-территориальная единица в составе Якутской АССР, существовавшая в 1939—1953 годах. Административный центр — посёлок Аллах-Юнь.

## Население
По данным переписи 1939 года в Аллах-Юньском районе проживало 16 035 чел., в том числе русские — 84,0 %, татары — 2,9 %, якуты — 2,8 %, украинцы — 2,7 %, мордва — 1,8 %, китайцы — 1,2 %.

## История
Аллах-Юньский район был образован в 1939 году в составе Якутской АССР. В состав района вошли Юдомский сельсовет Усть-Майского района, Аллах-Юньский наслег Томпонского района и посёлок Охотский Перевоз из состава 2-го Алданского наслега Таттинского района.
По данным 1940 года район включал 9 сельсоветов (Алысардахский, Батылинский, Бурхалинский, Евканджинский, Минорский, Охотский, Светлинский, Ыныкчанский и Юдомский) и 1 рабочий посёлок (Аллах-Юнь).
По данным 1945 года район включал 4 сельсовета (Алысардахский, Охотский, Светлинский и Юдомский) и 7 рабочих посёлков (Аллах-Юнь, Батылинский, Бурхалинский, Евканджинский, Минорский, Ыныкчанский и Юр).
15 октября 1953 года Аллах-Юньский район был упразднён, а его территория передана в Усть-Майский район.